# Рјопратино (Болцано)
Рјопратино је насеље у Италији у округу Болцано, региону Трентино-Јужни Тирол.
Према процени из 2011. у насељу је живело 100 становника. Насеље се налази на надморској висини од 949 м.